# Włodzimierz Cimoszewicz
Włodzimierz Cimoszewicz (* 13. září 1950) je polský politik. V letech 1996–1997 byl premiérem Polska, když vedl koaliční kabinet SLD a PSL. V letech 1993–1995 byl ministrem spravedlnosti, v letech 2001–2005 ministrem zahraničních věcí. Roku 2005 byl několik měsíců maršálkem (předsedou) Sejmu. Je představitelem sociálnědemokratické strany Svaz demokratické levice.
Roku 1990 kandidoval na polského prezidenta, v přímé volbě získal 9,2 procent hlasů a nepostoupil do druhého kola. Kandidoval i roku 2005 a dlouho byl favoritem, avšak nakonec z volby odstoupil kvůli kauze Orlen. Roku 2007 byl jako nezávislý kandidát zvolen senátorem.